# Siège d'Alexandrie (1175)
 (mars 2025).
Pour les articles homonymes, voir Siège d'Alexandrie.
Guerres entre guelfes et gibelins
Batailles
1150 – 1200
- Vernavola (1154)
- Spolète (1155)
- Tortone (1155)
- Milan (1158)
- Siziano (1159)
- Crema (1159)
- Carcano (1160)
- Milan (1162)
- Prataporci (1167)
- Alexandrie (1174-1175)
- Legnano (1176)

1201 – 1250
- Calcinato (1201)
- Casei Gerola (1213)
- Cortenuova (1237)
- Brescia (1238)
- Faenza (1239)
- Giglio (1241)
- Viterbe (1243)
- Parme (1248)
- Fossalta (1249)
- Cingoli (1250)

1251 – 1300
- Bataille de Montebruno (1255)
- Cassano (1259)
- Montaperti (1260)
- Bénévent (1266)
- Tagliacozzo (1268)
- Colle (1269)
- Roccavione (1275)
- Desio (1277)
- Forlì (1282)
- Pieve al Toppo (1288)
- Campaldino (1289)

1301 – 1350
- Pavie (1302)
- La Lastra (1304)
- Milan (1311)
- Soncino (1312)
- Gaggiano (1313)
- Rho (1313)
- Ponte San Pietro (1313)
- Scrivia (1315)
- Montecatini (1315)
- Pavie (1315)
- Sestri (1318)
- Bardi (1321)
- Mirandola (1321)
- Gorgonzola (1323)
- Vaprio d'Adda (1324)
- Altopascio (1324)
- Zappolino (1325)
- San Felice (1332)
- San Quirico (1341)
- Gamenario (1345)

1351 – 1402
- Mirandola (1355)
- Casorate (1356)
- Solara (1356)
- Alexandrie (1391)
- Casalecchio (1402)

Le Siège d'Alexandrie est conflit militaire opposant le Saint-empire Romain Germanique à ville guelfe d'Alexandrie. Elle s'inscrit dans le cadre de la guerre entre guelfes et gibelins.

## Contexte historique
Alessandrie est fondée en 1168 avec une charte en tant que commune libre ; elle est située sur un noyau urbain préexistant, destinée à servir de bastion pour la Ligue lombarde, défendant les libertés traditionnelles des communes du nord de l'Italie contre les forces impériales de Frédéric Barberousse. Alessandrie se trouve néanmoins sur les territoires du marquis de Montferrat, un allié fervent de l'Empereur, et prend son nom en 1168 pour honorer l'opposant de l'Empereur, le pape Alexandre III.

## Le siège de la ville
En 1174-1175, la forteresse est durement mise à l'épreuve par le siège impérial et résiste fermement.

## Issue des combats et conséquences
L'empire ne parvient pas à obtenir la reddition de la ville et décide de lever le siège, marquant l'échec de son initiative militaire. Certains historiens pensent qu'une épidémie de malaria aurait précipité la décision de l'empereur.

## Légende autour du siège
Une légende (racontée dans le livre Baudolino d'Umberto Eco, qui rappelle une légende concernant la défense réussie de Pérouse par l'évêque Herculanus plusieurs siècles plus tôt) raconte qu'elle fut sauvée par un paysan plein d'esprit, Gagliaudo : il nourrit sa vache avec le dernier grain restant dans la ville, puis l'emmena en dehors des murs jusqu'au camp impérial. Là, il fut capturé et sa vache éventrée pour être cuite : lorsque les Impériaux trouvèrent l'estomac de la vache rempli de grain, Gagliaudo fut interrogé sur la raison de gaspiller un repas si riche. Il répondit qu'il était obligé de nourrir sa vache avec du grain car il y en avait tellement, et pas de place pour le stocker dans la ville. L'Empereur, craignant que le siège ne dure trop longtemps, laissa Alessandria libre.